# Nikolai Alexandrowitsch Gagen

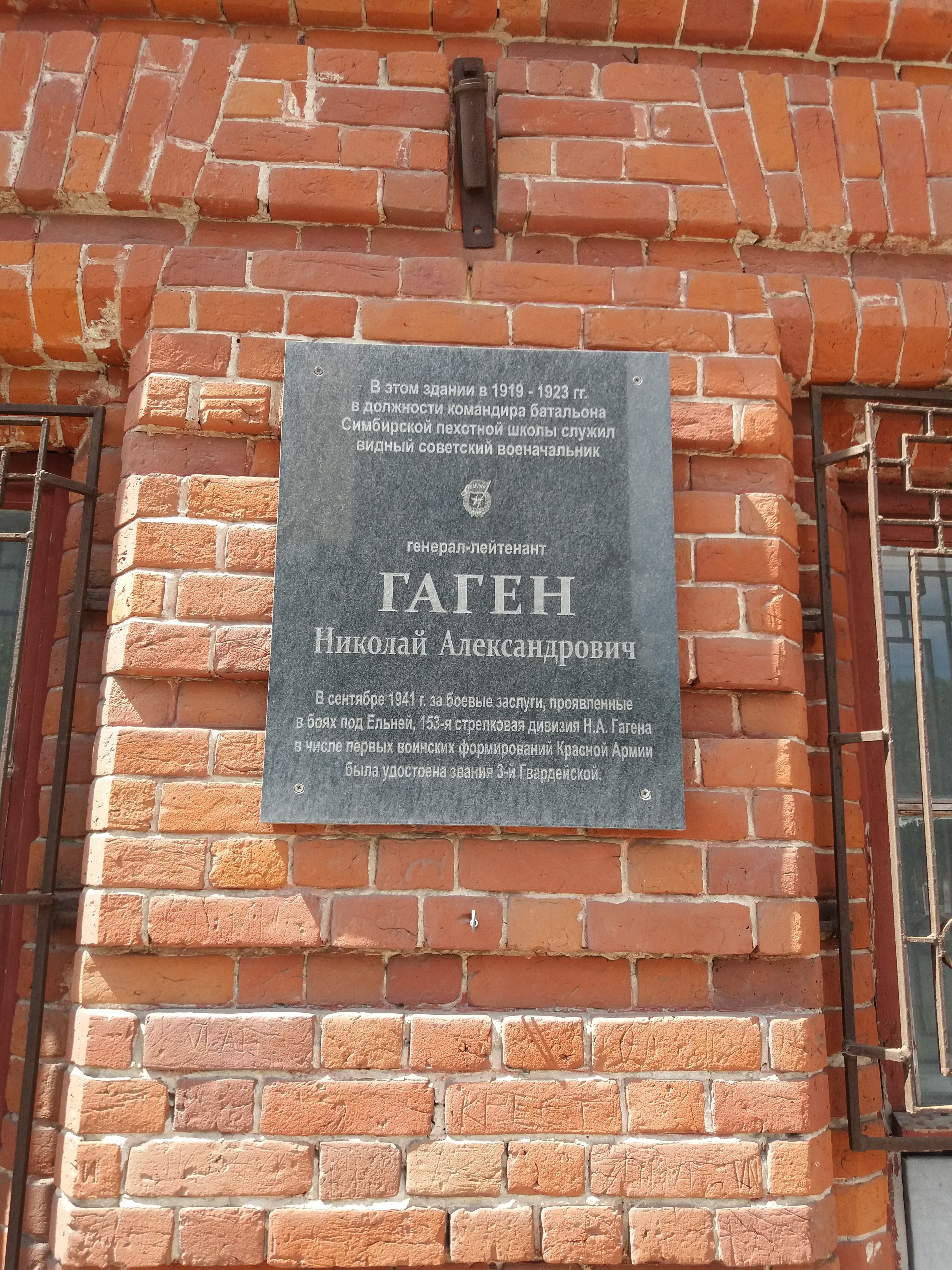
Gedenktafel für Gagen

Nikolai Alexandrowitsch Gagen (dt. auch Hagen, russisch Николай Александрович Гаген; * 12. Märzjul. / 24. März 1895greg. in Lachtinski, heute zu Sankt Petersburg gehörig; † 20. Mai 1969 in Moskau) war ein sowjetischer Offizier, zuletzt Generalleutnant.
Nikolai Gagens Vorfahren waren Deutsch-Balten und stammten aus Wenden in Livland. Gagen diente im Ersten Weltkrieg als Offizier in der zaristischen Armee, schloss sich nach der Oktoberrevolution den Roten an und nahm auf deren Seite am Russischen Bürgerkrieg teil. 1939 wurde er Mitglied der Kommunistischen Partei.
Zu Beginn des Deutsch-Sowjetischen Krieges (ab Juni 1941) befehligte er die 153. Schützendivision bei der 22. Armee, die während der Kesselschlacht bei Smolensk im September 1941 in 3. Garde-Schützendivision umbenannt wurde. Am 9. November 1941 wurde er zum Generalmajor befördert. Ende Januar 1942 übernahm Gagen das 4. Garde-Schützenkorps, das er im Verband der 54. Armee während der Schlacht am Wolchow, im September 1942 im Verband der 8. Armee bei Sinjawino und Anfang 1943 bei der 1. Gardearmee in der Schlacht am Donez (im Raum Woroschilowgrad) führte.
Am 28. April 1943 wurde er zum Generalleutnant befördert und erhielt das Kommando über die 57. Armee, die er bis Oktober 1944 beim Unternehmen Zitadelle und im Rahmen der 3. Ukrainischen Front in der Schlacht am Dnepr, der Operation Jassy-Kischinew und der Belgrader Operation führte. Im Januar 1945 erhielt er während des Kampfes um Ungarn den Befehl über die im südlichen Transdanubien eingesetzte 26. Armee. Gagen nahm unter anderem an der Abwehr der Plattenseeoffensive und ab Mitte März 1945 an der Wiener Operation teil.
Im Februar 1947 wurde er stellvertretender Befehlshaber des Militärbezirks Primorski und 1953 stellvertretender Befehlshaber des Militärbezirks Fernost. In dieser Position blieb er bis Januar 1959, als er wegen seines schlechten Gesundheitszustands in die Reserve versetzt wurde.
Er wurde neben anderen zweimal mit dem Leninorden und viermal mit dem Rotbannerorden, sowie mit einigen Medaillen, u. a. mit der Jubiläumsmedaille „XX Jahre Rote Arbeiter-und-Bauern-Armee“, der Medaille „Sieg über Deutschland“, der Medaille „Für die Befreiung Belgrads“, der Medaille „Für die Einnahme Wiens“ und der Medaille „Für den Sieg über Japan“ ausgezeichnet.